# The Standard (Hong Kong)
Pour les articles homonymes, voir The Standard.
The Standard (chinois : 英文虎報 ; cantonais Jyutping : jing1 man4 fu2 bou3) est un journal gratuit publié à Hong Kong en langue anglaise, dont le tirage quotidien est d’environ 230 000 exemplaires. Il s’appelait à l’origine Hong Kong Standard, mais est devenu HKiMail durant la bulle Internet avant de redevenir The Standard en 2001.
Le 10 septembre 2007, The Standard, qui était à l’origine vendu 6 dollars de Hong Kong est devenu un journal gratuit. À l’heure actuelle, c’est le premier et le seul journal gratuit en langue anglaise de Hong Kong.
Le South China Morning Post est son principal concurrent local.

## Format
The Standard est imprimé au format tabloïd et non en grand format. Il est publié quotidiennement du lundi au vendredi.

## Propriété
The Standard est publié par Sing Tao Newspaper Limited, qui est également l’éditeur du Sing Tao Daily (en) et du Headline Daily (en). Cette entreprise est détenue par Sing Tao News Corporation Limited (en), un groupe détenant d’autres activités dont des publications, des services liés à des services d’accès à Internet à haut débit. Global China Group Holdings a acquis 51 % de Sing Tao Holdings Ltd en janvier 2001 et changé son nom en 2005. Le directeur de Sing Tao News Corporation Limited est Charles Ho Tsu Kwok (chinois : 何柱國).

## Histoire
The Standard s'appelait Hong Kong Tiger Standard à l'origine. Le journal a été fondé par le magnat Aw Boon Haw à la fin de la Guerre civile chinoise. Sur les traces du Sing Tao Daily et du Baume du tigre qui ont réussi financièrement, il a attaqué le marché des journaux de langue anglaise en lançant son titre le 1er mars 1949 pour faire entendre la voix de la Chine dans le monde et défendre les intérêts des Chinois contre toutes les formes d'inégalités, allant à l'encontre de la presse pro-coloniale établie. Il a débuté en grand format, largement rédigé et diffusé par les Chinois, mais sans exclure les autres nationalités. Politiquement, il partageait l'allégeance au Kuomintang du Sing Tao et de l'Aw.
Les premiers rédacteurs-en-chef ont tous été éduqués et formés aux États-Unis, le premier étant L. Z. Yuan (beau-père du fondateur de Golden Harvest, Raymond Chow). Puis C. S. Kwei, un avocat chinois réputé, auteur et intellectuel bilingue et Kyatang Woo, diplômé de l'université du Missouri à Columbia ont suivi.
Durant les années 1990, lorsque Sally Aw (en), fille adoptive de Aw Boon Haw a dirigé Sing Tao News Corporation Limited, The Standard était le seul journal en langue anglaise de Hong Kong autorisé en Chine.
En 1994, un troisième journal en langue anglaise, le Eastern Express (en) est apparu. Ses pages de couvertures disposant de gros titres et de larges photographies ont provoqué un changement graphique flagrant au Standard, qui a aussi perdu beaucoup de ses journalistes, pigistes et annonceurs au profit de l'Eastern Express qui se vantait ouvertement de ses salaires élevés. Le nouveau journal a rapidement envoyé le Standard à la troisième place. Le Standard a alors adopté une entête distinctive orange et noire, et une campagne de publicité utilisant un logo en forme de carotte et la maxime « une meilleure vue ». Dans le même temps, une campagne de recrutement en urgence attira du nouveau personnel du Royaume-Uni et de Tasmanie en Australie, pour la plupart issus de journaux régionaux et recrutés avec des contrats à durée déterminée. Son supplément dominical, Hongkong Life, a commencé à être distribué gratuitement dans les bars et les clubs.
Le 27 mai 2000, en butte à des difficultés à cause de son principal concurrent le South China Morning Post, le "Hong Kong Standard" fut renomme "Hong Kong iMail" (chinois : 香港郵報) et a adopté le format tabloïd afin d'attirer davantage de jeunes lecteurs Chinois et s'est recentré sur l'activité économique. Le 30 mai 2002, à la suite de l'éclatement de la Bulle Internet, « iMail » fut une nouvelle fois renommé en « The Standard ».
Le rédacteur en chef est[Quand ?] Ivan Tong, qui a remplacé Mark Clifford.
Le 3 septembre 2007, The Standard a annoncé qu'il allait se réaligner comme journal gratuit qui serait distribué dans les quartiers commerçants comme Central et Admiralty.

### Fraude au tirage
En aout 1996, la Commission indépendante contre la corruption (ICAC) a découvert que 14 000 copies du journal avaient été abandonnées à la Jetée Wan Chai et ont lancé une enquête. L'ICAC a découvert qu'entre 1994 et 1997, les tirages officiels du Hong Kong Sunday Standard et du Hong Kong Standard avait été substantiellement exagérés de manière à attirer les annonceurs et augmenter les ressources du journal. Le tirage avait toujours été plutôt obscur, du fait des accords entre le groupe Sing Tao et les Hôtels et Clubs ou le journal était distribué gratuitement.
De fait, l'ICAC a arrêté trois cadres du Hong Kong Standard et accusé Aw Sian de complicité. Cette affaire a été examinée et traitée du 23 novembre 1998 au 20 janvier 1999. In fine, les trois cadres ont été reconnus coupables et condamnés à 4 à 6 mois de prison. Aw Sian n'a pas été poursuivi. La décision a créé une grande controverse dans la population et posé la question d'une justice à deux vitesses.
Toutefois, la ministre de la Justice, Elsie Leung (en) a justifié sa décision de ne pas poursuivre Aw Sian sur la base d'un manque de preuves et de l'intérêt général.